# Roger Van De Wiele
Roger Van De Wiele is een personage uit de Vlaamse soapserie Thuis. Hij werd gespeeld door Oswald Maes van 1997 tot 2003.

## Fictieve biografie
Florentine Rousseau leerde de sympathieke gepensioneerde marktkramer Roger al snel kennen, waarna zij een relatie krijgen. Roger werd in het begin niet vertrouwd door Frank Bomans, maar uiteindelijk werden ze toch vrienden. Roger krijgt last van zijn hart; hij moet een operatie ondergaan. Florke is hier niet gerust op, maar Roger zegt dat ze samen naar Spanje op reis zullen gaan en nog vele mooie jaren beleven. Tijdens de operatie komt een chirurg naar de familie Bomans met vreselijk nieuws: Roger is tijdens de narcose overleden aan een hartstilstand en de reanimatie heeft niet meer geholpen.